# Амаргазавр
Амаргазавр (лат. Amargasaurus — «ящір з Амагри») — рід ящеротазових динозаврів родини дикреозаврових (Dicraeosauridae), що існував у ранній крейді (129—122 млн років тому) на території сучасної Аргентини. Єдиний відомий скелет був знайдений у 1984 році і є практично повним, включаючи фрагменти черепа, що робить амаргазавра одним з найкраще вивчених завроподів своєї епохи. Амаразавр був вперше описаний в 1991 році та містить єдиний відомий вид — Amargasaurus cazaui. Це була велика тварина, але невелика як для завропода, та досягала 9—13 метрів у довжину. Найбільш характерною особливістю амаргазавра були, два паралельні ряди високих хребців на шиї та спині, вищих, ніж у будь-якого іншого відомого завропода. За життя ці хребці могли стирчати з тіла як поодинокі структури, покриті кератиновими оболонками. Альтернативна гіпотеза, яка зараз є більш популярною, допускає, що вони могли утворювати риштування, яке підтримувало шкіряний гребінь. Він, своєю чергою, міг використовуватися для токування, нападу або самозахисту.
Амаргазавр був знайдений в осадових породах формації Ла-Амарга, яка датується баремським і пізнім аптським віками ранньої Крейди. Бувши травоїдним, амаргазавр ділив своє середовище з щонайменше трьома іншими родами завроподів, які, можливо, обирали різні джерела їжі, щоб зменшити конкуренцію. Амаргазавр, ймовірно, харчувався на середній висоті, про що свідчить орієнтація його внутрішнього вуха і зчленування шийних хребців, які вказують на звичне положення морди на висоті 80 сантиметрів над землею і максимальний зріст 2,7 метра. В межах завроподів амаргазавр класифікується як член родини Dicraeosauridae, яка відрізняється від інших завроподів коротшою шиєю і меншими розмірами тіла.

## Історія відкриття
Неповний скелет динозавра виявив у 1984 році аргентинський палеонтолог Гільєрмо Роугер, під час експедиції, яку очолював Хосе Фернандо Бонапарте. Рештки знайдено у відкладеннях формації Ла-Амарга у департаменті Пікун-Леуфу в провінції Неукен на заході Аргентини. Скелет досить повний і включає частковий череп. Зараз скелет зберігається в колекції Природничого музею Бернардіно Рівадавії у Буенос-Айресі.

### Назва
Назва роду Amargasaurus натякає на місце відкриття — балка Ла-Амарга. Ла-Амарга також є назвою сусіднього міста, а також геологічної формації, з якої були знайдені рештки. Слово «amarga» з іспанської перекладається як «гіркий», тоді як «sauros» з грецької означає «ящір». Вид A. cazaui названий на честь Луїса Казау, геолога з нафтової компанії YPF, який у 1983 році повідомив команду Бонапарта про палеонтологічне значення формації Ла-Амарга, що призвело до відкриття скелета.

## Опис

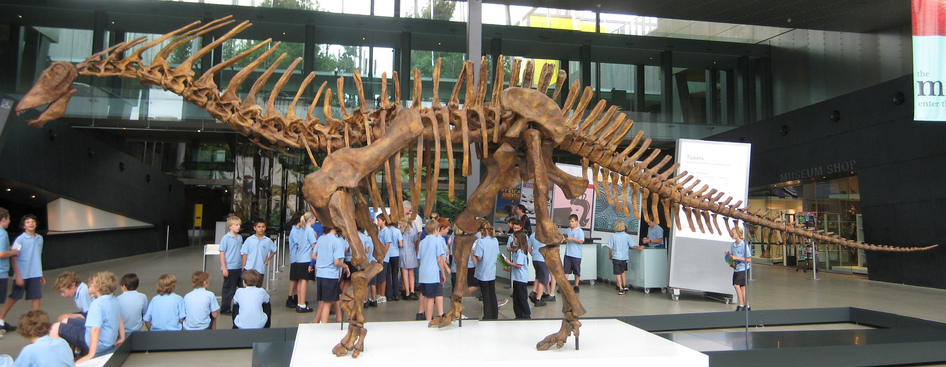
Реконструкція скелета

Амаргазавр був невеликим завроподом, завдовжки 9—13 метрів та важив близько 2,6 т. Шия складалася з 13 шийних хребців. На шиї та передніх грудних хребців були надзвичайно високі остисті відростки, що виступали вгору. Остисті відростки були роздвоєні по всій довжині, утворюючи два ряди, вони були круглими в поперечному перерізі й звужувалися до кінчиків. Найвищі шипи розташовувалися на середній частині шиї, досягаючи 60 сантиметрів завдовжки. Амаргазавр пересувався на чотирьох кінцівках, передні кінцівки були коротшими, ніж задні. На його ногах було по п'ять пальців, один із пальців на кожній кінцівці мав кіготь, який, можливо, використовувався для захисту. Амаргазавр мав тупі зуби, пристосовані для обривання листя з гілок, відносно коротка шия свідчить, що динозавр харчувався рослинністю нижнього ярусу: 0,8—2,7 метра від рівня землі.

## Палеобіологія

### Хребетні відростки

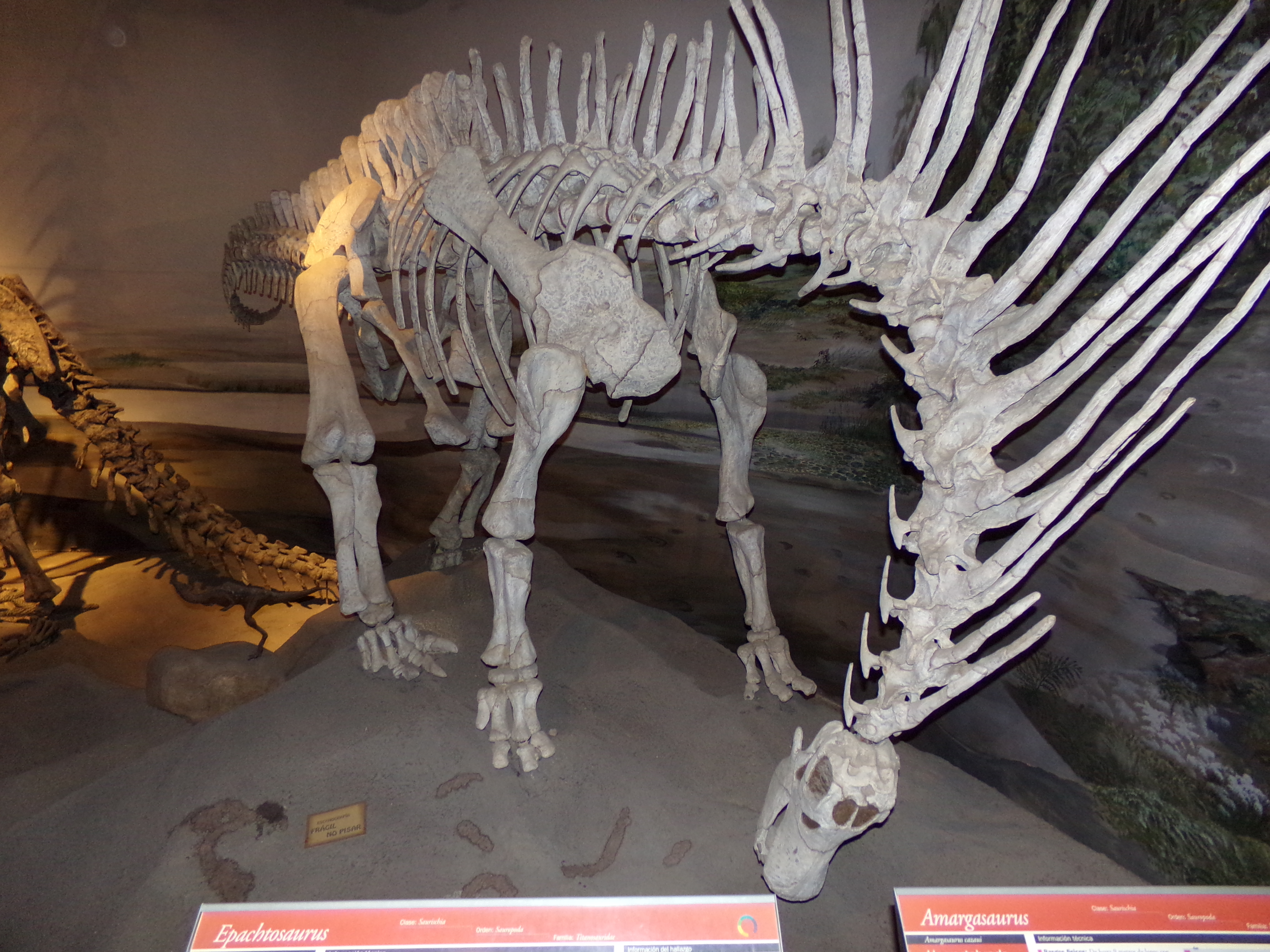
Зліпок скелета з шийними колючками, спрямованими вперед під час нахилу тварини вниз, Музей палеонтології Егідіо Ферульйо

Як функція, так і зовнішній вигляд надзвичайно витягнутих і роздвоєних хребців амаргазавра залишаються нез'ясованими. Сальгадо і Бонапарте у 1991 році припустили, що шипи були засобом оборони від хижаків, аргументуючи це тим, що вони звужувалися до кінчиків. Вони також могли слугувати для демонстрації, можливо, для залицяння або залякування суперників. На деяких опублікованих пізніше реконструкціях змальовується подвійний ряд шипів, що підтримують два паралельні шкіряні вітрила. Грегорі Пол у 1994 році висловив думку, що така версія є малоймовірною, зазначаючи, що шийні вітрила зменшили б згинання шиї і що хребці мали круглий поперечний переріз, а не сплюснутий, як у тварин з вітрилами. Натомість він дійшов висновку, що така форма свідчить що хребці підтримувалися кератиновою оболонкою, яка б збільшувала довжину хребців за життя. Хребці могли використовуватися для демонстрації або як зброя проти хижаків, так і проти представників свого виду, оскільки тварина могла спрямовувати свої передні колючки вперед, вигинаючи шию. Він також припустив, що колючки могли стукати один об одну, створюючи звук. Кератинові оболонки, що покривають хребці, також були зображені в реконструкції скелета, опублікованій Сальгадо в 1999 році.
Джек Бейлі в 1997 році зазначив, що хребці нагадували за будовою хребці вітрильних пелікозаврів, таких як диметродон. На думку цього автора, амаргазавр також міг мати таке вітрило, яке, можливо, використовувалося для демонстрації. На відміну від пелікозаврів, спинні хребці амаргазавра були роздвоєні, утворюючи подвійний ряд уздовж шиї та спини. Оскільки відстань між обома рядами становила лише 3—7 см, існування двох паралельних вітрил видається малоймовірним. Натомість Бейлі припустив, що хребці являли собою риштування, яке було повністю обтягнуте однією шкірою. Хребетні відростки від передостаннього спинного хребця до переднього хвостового також були сильно витягнуті, але відрізнялися за будовою, утворюючи єдиний ряд веслоподібних виступів. За словами Бейлі, ці виступи нагадували виступи на спинах сучасних горбатих копитних, таких як бізон, що вказує на наявність м'ясистого горба над стегнами. Бейлі припустив, що подібні горби були й в інших динозаврів з сильно витягнутими спинними хребцями, таких як спінозаври та уранозаври.

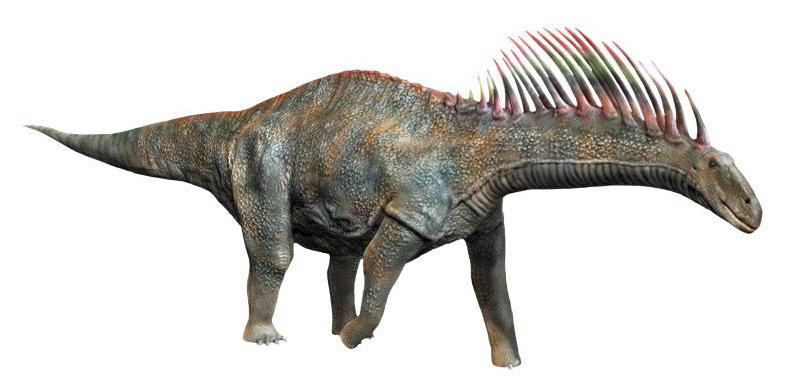
Художня реконструкція амаргазавра без запропонованого «шийного вітрила»

Даніела Шварц (Daniela Schwarz) та її колеги у 2007 році дійшли висновку, що роздвоєні спинні хребці диплодоків і дикреозаврів містили повітряні мішки, які, ймовірно, були з'єднані з легенями як частина дихальної системи. У дикреозавра цей повітряний мішок (так званий надхребцевий дивертикул) лежав на вершині дуги «паруса» і заповнював весь простір між хребцями. У амаргазавра верхні дві третини хребта були вкриті кератиновою оболонкою, яка обмежувала повітряний мішок простором між нижньою третиною хребта. На вкриття кератином або шкірою вказують смуги на поверхні хребців, подібні до тих, що є на кісткових рогових стрижнях сучасних бикоподібних.
У 2016 році Марк Галлетт і Метью Ведель припустили, що спрямовані назад колючки могли наколювати на себе хижаків, коли звір різко зводив шию вгору під час нападу. Подібна стратегія захисту зустрічається у сучасних чорних антилоп та аравійських ориксів, які можуть використовувати свої довгі, спрямовані назад роги, щоб штрикати левів, що нападають. Окрім можливої оборонної функції, хребці могли використовуватися для демонстрації, для залякування конкуруючих особин або для залицяння. Галлетт і Ведель також припустили, що самці-суперники могли зчіплюватися хребцями під час бійок шиями.
Пабло Галліна та його колеги (2019) описали близькоспорідненого баджадазавра, який мав спинні хребці, схожі на хребці амаргазавра, і припустили, що обидва роди використовували їх для захисту. Захисна функція була б особливо ефективною у баджадазавра, оскільки хребці були спрямовані вперед і виходили за кінчик морди, відлякуючи хижаків. Кератинова оболонка, яка, ймовірно, покривала хребці, могла збільшити їхню довжину на 50 %, як це спостерігається у деяких сучасних парнокопитних. Такі посилені оболонки зробили б тендітні хребці більш стійкими до можливих смертельних пошкоджень, оскільки основи хребців утворюють склепіння спинного мозку.
У 2022 році детальне дослідження Ігнасіо А. Серда (Ignacio A. Cerda) та його колег, які проаналізували структуру, морфологію та мікроанатомію хребців амаргазавра та невизначеного дикреозавра (також з формації Ла-Амарга), показало, що хребці не були вкриті кератиновою оболонкою, як вважали раніше. Остеогістологія хребців вказує на те, що вони, ймовірно, були вкриті шкірним вітрилом. Хребці також сильно васкуляризовані та мають сліди циклічного росту, що додає переконливості цій теорії.

## Філогенія
Філогенетична кладограма, що ілюструє еволюційні зв'язки в рамках надродини Diplodocoidea, за Sereno та іншими, 2007.

|  | Apatosaurus |
|  |             |
|  | Diplodocus  |
|  |             |

|  | Amargasaurus                                                        |
|  |                                                                     |
|  | \| \| Brachytrachelopan \| \| \| \| \| \| Dicraeosaurus \| \| \| \| |
|  |                                                                     |
|  | Brachytrachelopan                                                   |
|  |                                                                     |
|  | Dicraeosaurus                                                       |
|  |                                                                     |

|  | Brachytrachelopan |
|  |                   |
|  | Dicraeosaurus     |
|  |                   |

|  | Apatosaurus |
|  |             |
|  | Diplodocus  |
|  |             |

|  | Amargasaurus                                                        |
|  |                                                                     |
|  | \| \| Brachytrachelopan \| \| \| \| \| \| Dicraeosaurus \| \| \| \| |
|  |                                                                     |
|  | Brachytrachelopan                                                   |
|  |                                                                     |
|  | Dicraeosaurus                                                       |
|  |                                                                     |

|  | Brachytrachelopan |
|  |                   |
|  | Dicraeosaurus     |
|  |                   |

|  | \| \| Cathartesaura \| \| \| \| \| \| Limaysaurus \| \| \| \| |
|  |                                                               |
|  | Zapalasaurus                                                  |
|  |                                                               |
|  | Cathartesaura                                                 |
|  |                                                               |
|  | Limaysaurus                                                   |
|  |                                                               |

|  | Cathartesaura |
|  |               |
|  | Limaysaurus   |
|  |               |

|  | Demandasaurus |
|  |               |
|  | Nigersaurus   |
|  |               |

|  | \| \| Cathartesaura \| \| \| \| \| \| Limaysaurus \| \| \| \| |
|  |                                                               |
|  | Zapalasaurus                                                  |
|  |                                                               |
|  | Cathartesaura                                                 |
|  |                                                               |
|  | Limaysaurus                                                   |
|  |                                                               |

|  | Cathartesaura |
|  |               |
|  | Limaysaurus   |
|  |               |

|  | Demandasaurus |
|  |               |
|  | Nigersaurus   |
|  |               |

|  | \| \| Cathartesaura \| \| \| \| \| \| Limaysaurus \| \| \| \| |
|  |                                                               |
|  | Zapalasaurus                                                  |
|  |                                                               |
|  | Cathartesaura                                                 |
|  |                                                               |
|  | Limaysaurus                                                   |
|  |                                                               |

|  | Cathartesaura |
|  |               |
|  | Limaysaurus   |
|  |               |

|  | Demandasaurus |
|  |               |
|  | Nigersaurus   |
|  |               |

|  | \| \| Cathartesaura \| \| \| \| \| \| Limaysaurus \| \| \| \| |
|  |                                                               |
|  | Zapalasaurus                                                  |
|  |                                                               |
|  | Cathartesaura                                                 |
|  |                                                               |
|  | Limaysaurus                                                   |
|  |                                                               |

|  | Cathartesaura |
|  |               |
|  | Limaysaurus   |
|  |               |

|  | Demandasaurus |
|  |               |
|  | Nigersaurus   |
|  |               |

|  | \| \| Cathartesaura \| \| \| \| \| \| Limaysaurus \| \| \| \| |
|  |                                                               |
|  | Zapalasaurus                                                  |
|  |                                                               |
|  | Cathartesaura                                                 |
|  |                                                               |
|  | Limaysaurus                                                   |
|  |                                                               |

|  | Cathartesaura |
|  |               |
|  | Limaysaurus   |
|  |               |

|  | Demandasaurus |
|  |               |
|  | Nigersaurus   |
|  |               |

|  | \| \| Cathartesaura \| \| \| \| \| \| Limaysaurus \| \| \| \| |
|  |                                                               |
|  | Zapalasaurus                                                  |
|  |                                                               |
|  | Cathartesaura                                                 |
|  |                                                               |
|  | Limaysaurus                                                   |
|  |                                                               |

|  | Cathartesaura |
|  |               |
|  | Limaysaurus   |
|  |               |

|  | Demandasaurus |
|  |               |
|  | Nigersaurus   |
|  |               |

|  | \| \| Cathartesaura \| \| \| \| \| \| Limaysaurus \| \| \| \| |
|  |                                                               |
|  | Zapalasaurus                                                  |
|  |                                                               |
|  | Cathartesaura                                                 |
|  |                                                               |
|  | Limaysaurus                                                   |
|  |                                                               |

|  | Cathartesaura |
|  |               |
|  | Limaysaurus   |
|  |               |

|  | Demandasaurus |
|  |               |
|  | Nigersaurus   |
|  |               |

|  | \| \| Cathartesaura \| \| \| \| \| \| Limaysaurus \| \| \| \| |
|  |                                                               |
|  | Zapalasaurus                                                  |
|  |                                                               |
|  | Cathartesaura                                                 |
|  |                                                               |
|  | Limaysaurus                                                   |
|  |                                                               |

|  | Cathartesaura |
|  |               |
|  | Limaysaurus   |
|  |               |

|  | Demandasaurus |
|  |               |
|  | Nigersaurus   |
|  |               |

|  | Apatosaurus |
|  |             |
|  | Diplodocus  |
|  |             |

|  | Amargasaurus                                                        |
|  |                                                                     |
|  | \| \| Brachytrachelopan \| \| \| \| \| \| Dicraeosaurus \| \| \| \| |
|  |                                                                     |
|  | Brachytrachelopan                                                   |
|  |                                                                     |
|  | Dicraeosaurus                                                       |
|  |                                                                     |

|  | Brachytrachelopan |
|  |                   |
|  | Dicraeosaurus     |
|  |                   |

|  | Apatosaurus |
|  |             |
|  | Diplodocus  |
|  |             |

|  | Amargasaurus                                                        |
|  |                                                                     |
|  | \| \| Brachytrachelopan \| \| \| \| \| \| Dicraeosaurus \| \| \| \| |
|  |                                                                     |
|  | Brachytrachelopan                                                   |
|  |                                                                     |
|  | Dicraeosaurus                                                       |
|  |                                                                     |

|  | Brachytrachelopan |
|  |                   |
|  | Dicraeosaurus     |
|  |                   |

|  | \| \| Cathartesaura \| \| \| \| \| \| Limaysaurus \| \| \| \| |
|  |                                                               |
|  | Zapalasaurus                                                  |
|  |                                                               |
|  | Cathartesaura                                                 |
|  |                                                               |
|  | Limaysaurus                                                   |
|  |                                                               |

|  | Cathartesaura |
|  |               |
|  | Limaysaurus   |
|  |               |

|  | Demandasaurus |
|  |               |
|  | Nigersaurus   |
|  |               |

|  | \| \| Cathartesaura \| \| \| \| \| \| Limaysaurus \| \| \| \| |
|  |                                                               |
|  | Zapalasaurus                                                  |
|  |                                                               |
|  | Cathartesaura                                                 |
|  |                                                               |
|  | Limaysaurus                                                   |
|  |                                                               |

|  | Cathartesaura |
|  |               |
|  | Limaysaurus   |
|  |               |

|  | Demandasaurus |
|  |               |
|  | Nigersaurus   |
|  |               |

|  | \| \| Cathartesaura \| \| \| \| \| \| Limaysaurus \| \| \| \| |
|  |                                                               |
|  | Zapalasaurus                                                  |
|  |                                                               |
|  | Cathartesaura                                                 |
|  |                                                               |
|  | Limaysaurus                                                   |
|  |                                                               |

|  | Cathartesaura |
|  |               |
|  | Limaysaurus   |
|  |               |

|  | Demandasaurus |
|  |               |
|  | Nigersaurus   |
|  |               |

|  | \| \| Cathartesaura \| \| \| \| \| \| Limaysaurus \| \| \| \| |
|  |                                                               |
|  | Zapalasaurus                                                  |
|  |                                                               |
|  | Cathartesaura                                                 |
|  |                                                               |
|  | Limaysaurus                                                   |
|  |                                                               |

|  | Cathartesaura |
|  |               |
|  | Limaysaurus   |
|  |               |

|  | Demandasaurus |
|  |               |
|  | Nigersaurus   |
|  |               |

|  | \| \| Cathartesaura \| \| \| \| \| \| Limaysaurus \| \| \| \| |
|  |                                                               |
|  | Zapalasaurus                                                  |
|  |                                                               |
|  | Cathartesaura                                                 |
|  |                                                               |
|  | Limaysaurus                                                   |
|  |                                                               |

|  | Cathartesaura |
|  |               |
|  | Limaysaurus   |
|  |               |

|  | Demandasaurus |
|  |               |
|  | Nigersaurus   |
|  |               |

|  | \| \| Cathartesaura \| \| \| \| \| \| Limaysaurus \| \| \| \| |
|  |                                                               |
|  | Zapalasaurus                                                  |
|  |                                                               |
|  | Cathartesaura                                                 |
|  |                                                               |
|  | Limaysaurus                                                   |
|  |                                                               |

|  | Cathartesaura |
|  |               |
|  | Limaysaurus   |
|  |               |

|  | Demandasaurus |
|  |               |
|  | Nigersaurus   |
|  |               |

|  | \| \| Cathartesaura \| \| \| \| \| \| Limaysaurus \| \| \| \| |
|  |                                                               |
|  | Zapalasaurus                                                  |
|  |                                                               |
|  | Cathartesaura                                                 |
|  |                                                               |
|  | Limaysaurus                                                   |
|  |                                                               |

|  | Cathartesaura |
|  |               |
|  | Limaysaurus   |
|  |               |

|  | Demandasaurus |
|  |               |
|  | Nigersaurus   |
|  |               |

|  | \| \| Cathartesaura \| \| \| \| \| \| Limaysaurus \| \| \| \| |
|  |                                                               |
|  | Zapalasaurus                                                  |
|  |                                                               |
|  | Cathartesaura                                                 |
|  |                                                               |
|  | Limaysaurus                                                   |
|  |                                                               |

|  | Cathartesaura |
|  |               |
|  | Limaysaurus   |
|  |               |

|  | Demandasaurus |
|  |               |
|  | Nigersaurus   |
|  |               |